# كريج باوسون
كريج باوسون (بالإنجليزية: Craig Pawson؛ مواليد 2 مارس 1979) هو حكم كرة قدم إنجليزي، يتولى مهامه بشكل أساسي في الدوري الإنجليزي الممتاز حيث تم ترقيته إلى مجموعة مختارة من الحكام في عام 2013.
يُقيم في جنوب يوركشير وهو مرتبط باتحاد مقاطعة شيفيلد وهالامشاير لكرة القدم.

## روابط خارجية
- كريج باوسون على موقع Soccerway.com (الإنجليزية)